# Krzeczewo
Krzeczewo (deutsch Sonnenburg) ist ein Dorf in der polnischen Woiwodschaft Ermland-Masuren. Es gehört zur Gmina Barciany (Landgemeinde Barten) im Powiat Kętrzyński (Kreis Rastenburg).

## Geographische Lage
Krzeczewo liegt in der nördlichen Mitte der Woiwodschaft Ermland-Masuren, 13 Kilometer südwestlich der früheren Kreisstadt Gerdauen (heute russisch Schelesnodoroschny) bzw. 22 Kilometer nordwestlich der heutigen Kreismetropole Kętrzyn (deutsch Rastenburg).

## Geschichte
Das kleine Dorf Sonnenburg – vor 1820 noch Sonnenberg genannt – war ein großes Vorwerk und bis 1928 ein Teil des Gutsbezirks Sillginnen (polnisch Silginy) im Kreis Gerdauen im Regierungsbezirk Königsberg in der preußischen Provinz Ostpreußen. Im Jahre 1905 waren in Sonnenburg 68 Einwohner gemeldet.
Am 30. September 1928 wurde das Vorwerk Sonnenburg vom Gutsbezirk Sillginnen in die Landgemeinde Modgarben (polnisch Modgarby) umgegliedert. Am 23. Mai 1929 erfolgte die Umgliederung Sonnenburgs aus dem Amtsbezirk Sillginnen im Kreis Gerdauen in den im Kreis Rastenburg gelegenen Amtsbezirk Sansgarben (polnisch Gęsie Góry).
In Kriegsfolge kam Sonnenburg 1945 mit dem gesamten südlichen Ostpreußen zu Polen und erhielt die polnische Namensform „Krzeczewo“. Heute ist es eine Ortschaft im Verbund der Landgemeinde Barciany (Barten) im Powiat Kętrzyński (Kreis Rastenburg), bis 1998 der Woiwodschaft Olsztyn, seither der Woiwodschaft Ermland-Masuren zugehörig. Im Jahre 2011 zählte Krzeczewo 25 Einwohner.

## Kirche
Bis 1945 war Sonnenburg in den Pfarrsprengel der Kirche Laggarben der vereinigten evangelischen Kirchengemeinden Laggarben-Dietrichsdorf in der Kirchenprovinz Ostpreußen der Kirche der Altpreußischen Union sowie in die römisch-katholische Kirche St. Bruno in Insterburg (heute russisch Tschernjachowsk) im damaligen Bistum Ermland eingepfarrt.
Heute gehört Krzeczewo katholischerseits zur Pfarrei Garbno (Laggarben) im jetzigen Erzbistum Ermland bzw. evangelischerseits zur Kirchengemeinde Barciany, einer Filialgemeinde der Johanneskirche in Kętrzyn (Rastenburg) in der Diözese Masuren der Evangelisch-Augsburgischen Kirche in Polen.

## Verkehr
Krzeczewo ist von Modgarby (Mordgarben) aus auf einer Nebenstraße direkt zu erreichen. Bis 2000 war Modgarby auch die nächste Bahnstation und lag an der – jetzt zwischen Korsze und Tschernjachowsk nicht mehr befahrenen – Bahnstrecke Toruń–Tschernjachowsk.